# ریشارد کاپوشینسکی

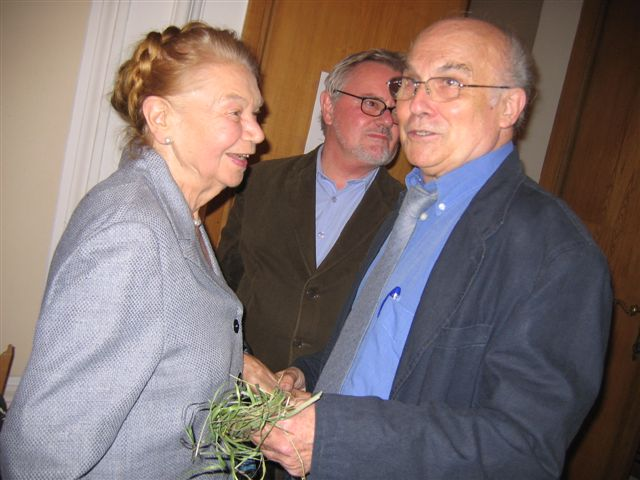
ریشارد کاپوشینسکی

ریشارد کاپوشچینسکی (لهستانی: Ryszard Kapuściński) (۴ مارس ۱۹۳۲ – ۲۳ ژانویه ۲۰۰۷) خبرنگار، نویسنده، شاعر و عکاس لهستانی بود.
او فارغ‌التحصیل تاریخ از دانشگاه ورشو بود. در شانزده سالگی، نخستین نوشته‌اش در مطبوعات انتشار یافت. در ۲۴ سالگی خبرنگار خارجی شد و مدت ۲۵ سال را، در آسیا، آمریکای لاتین، خاورمیانه و آفریقا در میان شورشیان گذراند. او شاهد ده‌ها جنگ و انقلاب در جهان سوم بوده‌است که خیلی از آن‌ها را در کتاب همسفر با هرودوت تشریح می‌کند و با اتفاقات روزگار باستان ارتباط می‌دهد. کتاب شاه شاهان وی، حاصل مشاهدات او از انقلاب اسلامی ایران بود.